# Балашовская епархия
Балашо́вская епа́рхия — епархия Русской Православной Церкви, объединяющая приходы в западной части Саратовской области (в границах Аркадакского, Балашовского, Екатериновского, Калининского, Красноармейского, Лысогорского, Романовского, Ртищевского, Самойловского и Турковского районов). Входит в состав Саратовской митрополии.

## История

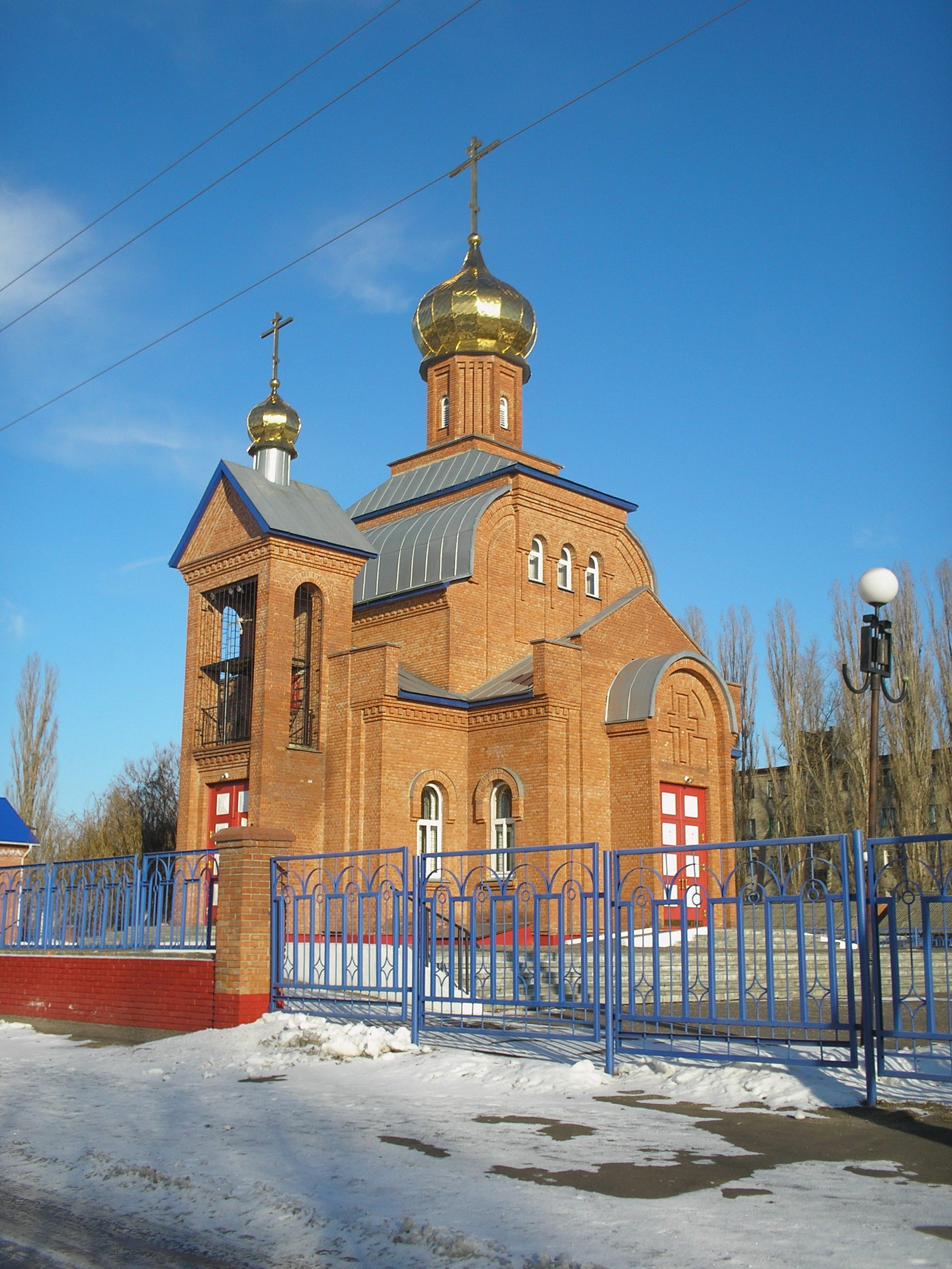
Церковь в честь иконы Божьей Матери «Всех скорбящих Радость» (Балашов)

В 1918 году было учреждено Балашовское викариатство Саратовской епархии. В 1933 году пресеклось.
5 октября 2011 года была учреждена самостоятельная епархия, будучи выделенной из состава Саратовской епархии.
6 октября 2011 года Балашовская епархия включена в состав новообразованной Саратовской митрополии.

## Епископы
Балашовское викариатство Саратовской епархии
- Нифонт (Фомин) (23 апреля 1918—1919)
- Николай (Позднев) (11 июля 1921—1922)
- Андрей (Комаров) (13 января 1924 — 26 июля 1927)
- Евгений (Кобранов) (15 сентября — 14 декабря 1927)
- Флавиан (Сорокин) (14 декабря 1927 — 18 декабря 1928)
- Иаков (Маскаев) (6 февраля 1929 — 4 апреля 1933)

Балашовская епархия
- Тарасий (Владимиров) (с 17 декабря 2011)

## Благочиния
Епархия разделена на 10 церковных округов:
- Аркадакское благочиние — священник Алексий Гордеев
- Балашовское благочиние — протоиерей Анатолий Орлов
- Дмитровское благочиние — протоиерей Константин Клевцов
- Екатериновское благочиние — протоиерей Иоанн Бештень
- Калининское благочиние — священник Максим Куров
- Петропавловское благочиние — протоиерей Николай Формазюк
- Романовское благочиние — священник Павел Денисов
- Ртищевское благочиние — священник Илия Астахов
- Самойловское благочиние — священник Константин Колпаков
- Турковское благочиние — священник Петр Соболевский

## Монастыри
- Балашовский Покровский монастырь (женский; город Балашов). Основан в 1862 году на средства купца Иллариона Иванова в Балашове была открыта женская община и богадельня. Тщанием того же купца в 1862 году была возведена каменная церковь во имя Покрова Пресвятой Богородицы с приделом во имя преподобного Сергия Радонежского. Была построена также домовая церковь во имя Казанской иконы Божьей Матери.

недействующие
- Таловский Благовещенский монастырь (женский; село Таловка, Калининский район). Учреждён в 1905 году на средства тамбовского купца Александра Ивановича Толмачёва. В 1904 году на его же средства построена церковь во имя преподобного Серафима Саровского. В 1909 году построена ещё домовая церковь во имя Покрова Пресвятой Богородицы.